# Route nationale 70
Die Route nationale 70, kurz N 70 oder RN 70, ist eine französische Nationalstraße.

## Aktueller Straßenverlauf
Die aktuelle Nationalstraße verläuft zwischen den Orten Montchanin und Paray-le-Monial als Teil der Route Centre-Europe-Atlantique (RCEA). Dieser Abschnitt war ursprünglich ein Teil der Nationalstraße 74.

## Historischer Straßenverlauf
Die historische Nationalstraße verlief von 1824 bis 1973 zwischen der N6 bei Rouvray im Côte-d’Or und Combeaufontaine. Zurück geht sie auf die Route impériale 88. Ihre Länge betrug 170,5 Kilometer. 1845 wurde die N5 auf eine andere Trasse verlegt und dabei übernahm diese den Abschnitt zwischen Vitteau und Dijon. Dadurch sank die Gesamtlänge auf 122,5 Kilometer.